# Gottardo Calderari Pomo
Gottardo Calderari Pomo (o Zaffoni) (Pordenone, ... – 1473) è stato un vescovo cattolico italiano.

## Biografia
Le notizie sul vescovo Gottardo, che certamente occupò la sede caprulana nel XV secolo sono alquanto frammentarie. Diversi storici asseriscono che un tale Gottardo ottenne la Chiesa di Caorle nel 1456. Questo però confligge con le notizie raccolte da Benedetti, che riporta degli atti compiuti da un vescovo di Caorle chiamato Gottardo Zaffoni già nel 1453.
C'è forse da credere con maggior verosimiglianza alle consuete fonti storiche, che riportano la data del 4 maggio 1451 come quella in cui Gottardo fu eletto vescovo di Caorle, mentre secondo Eubel l'elezione sarebbe avvenuta il 12 maggio dello stesso anno. Il Benedetti lo identifica con Gottardo Calderari Pomo, appartenente alla famiglia Zaffoni di Pordenone, citando alcuni atti che attestano i conferimenti delle ordinazioni presbiterale e suddiaconali da parte di «Gottardo Zaffoni vescovo di Caorle de licentia Baptista episcopo concordiense» avvenuti tra il 1453 ed il 1455.
Lo stesso Benedetti attesta che Gottardo Calderari Pomo morì nell'anno 1473, mentre il Musolino, ripreso da Gusso e Gandolfo, riporta come data di morte il 10 novembre 1456. Tuttavia, alcuni altri storici fanno seguire nella cronotassi caprulana al vescovo Gottardo il nome di Pietro Carlo, indicando come data di inizio episcopato di quest'ultimo proprio il 1473 ed ignorando almeno altri due vescovi, Giovanni da Marostica ed Antonio da Fabriano, che fonti certe pongono come vescovi di Caorle. Anche il Gams indica il 1473 come data della morte di Gottardo, ma indicando come probabile una sua traslazione ad altra sede (ignota) prima del 1460, anno in cui pone sulla sede caprulana Giovanni da Marostica. La questione sembra messa negli stessi termini dal Cappelletti, che nella sua opera sulle Chiese d'Italia scrive: